# Walter Clivati
Walter Clivati (* 6. Mai 1955 in Bergamo) ist ein ehemaliger italienischer Radrennfahrer und nationaler Meister im Radsport.

## Sportliche Laufbahn
Clivati war im Straßenradsport aktiv. Als Amateur gewann er 1977 den Giro del Casentino und wurde Dritter in der Trofeo Minardi. 1978 siegte er im GP Artigianato Carn sowie die Coppa Citta di San Daniele, 1979 bei Bassano–Monte Grappa und in der Trofeo Angelo Tameni. 1979 bestritt er die Internationale Friedensfahrt und wurde 45. im Endklassement. Er gewann eine Etappe der Rundfahrt. In der Tour de l'Avenir 1979 kam er auf den 7. Rang und war damit bester Italiener. 1978 hatte er den 9. Platz belegt.
Von 1981 bis 1983 war er Berufsfahrer. Er blieb als Radprofi ohne Erfolge. Sein bestes Resultat in einem Eintagesrennen war der 11. Platz bei Mailand–Turin 1981. Den Giro d’Italia bestritt er zweimal. 1981 wurde er 72. und 1983 81.